# Старцев, Юрий Владимирович
Ю́рий Влади́мирович Ста́рцев (род. 11 августа 1950, Симферополь, СССР) — российский военачальник, командующий Каспийской флотилией (декабрь 2002 — ноябрь 2005), вице-адмирал (22.02.2004).

## Биография
Юрий Владимирович родился в Симферополе 11 августа 1950 года. 
В 1972 году окончил Черноморское высшее военно-морское училище имени П. С. Нахимова по специальности «Корабельное ракетное вооружение».
С 1972 по 1977 год проходил службу на Каспийской флотилии командиром артиллерийской боевой части, командиром среднего десантного корабля. 
В 1980 году окончил Военно-морскую академию имени Маршала Советского Союза А. А. Гречко и был назначен командиром дивизиона учебных кораблей.
С 1982 года — начальник штаба бригады кораблей охраны водного района. В 1986 году назначен командиром бригады десантных кораблей. В 1991 году назначен начальником штаба Каспийской флотилии.
Указом Президента Российской Федерации от 26 декабря 2002 года и приказом Министра обороны Российской Федерации от 26 декабря 2002 года назначен командующим Каспийской флотилией.
В ноябре 2005 уволен с военной службы.

## Награды
- Орден «За военные заслуги»;
- Орден «За морские заслуги» (13.09.2005)[4];
- Орден «За службу Родине в Вооружённых Силах СССР» II степени;
- Орден «За службу Родине в Вооружённых Силах СССР» III степени;
- Медали.